# 가미카타기리역
가미카타기리역(일본어: 上片桐駅)은 일본 나가노현 시모이나군 마쓰카와정에 위치한 도카이 여객철도 이다선의 철도역이다. 상대식 승강장 2면 2선의 구조를 갖춘 지상역이다.

## 타는 곳
| 승강장 | 노선     | 방향 | 행선지             |
| ------ | -------- | ---- | ------------------ |
| 1      | ■ 이다선 | 상행 | 이다 · 덴류쿄 방면 |
| 2      | ■ 이다선 | 하행 | 다쓰노 방면        |

## 역 주변
- 태평양 시멘트 가타기리 서비스 스테이션

## 역사
- 1920년 11월 22일 : 이나 전기 철도가 다카토바라 역부터 연신했던 때의 종착역으로서 개업.
- 1922년 7월 13일 : 이나 전기 철도가 이나오시마 역까지 연신. 도중역으로 한다.
- 1943년 8월 1일 : 이나 전기 철도선이 이다선의 일부로서 국유화되어, 일본국유철도의 역이 된다.
- 1971년 12월 1일 : 하물 · 전용선 발착을 제외한 화물의 취급을 폐지.
- 1987년 4월 1일 : 일본국유철도 분할 민영화에 의해, 도카이 여객철도가 승계.
- 1994년 3월 1일 : 무인화.
- 1996년 3월 : 화물열차의 발착이 없어졌다.
- 1997년 11월 1일 : 일본화물철도의 역(차급화물의 취급)이 폐지.
- 2009년 2월 : 역사 건물을 증설. 목조 역사로부터 철골제 대합소로 탈바꿈.

## 인접 역
| 도카이 여객철도 이다선   | 도카이 여객철도 이다선 | 도카이 여객철도 이다선 |
| ------------------------ | ---------------------- | ---------------------- |
| 이나오시마 이다 방면     | ■ 쾌속 '미스즈'        | 나나쿠보 마쓰모토 방면 |
| 이나오시마 도요하시 방면 | ■ 보통                 | 이나타지마 다쓰노 방면 |